# Crumlin, Nordirland
Crumlin är en ort i Storbritannien.   Den ligger i distriktet Antrim and Newtownabbey och riksdelen Nordirland, i den västra delen av landet, 500 km nordväst om huvudstaden London. Crumlin ligger 73 meter över havet och antalet invånare är 5 149.
Terrängen runt Crumlin är huvudsakligen platt, men österut är den kuperad. Terrängen runt Crumlin sluttar västerut.Runt Crumlin är det ganska tätbefolkat, med 60 invånare per kvadratkilometer. Närmaste större samhälle är Belfast, 18,7 km öster om Crumlin. Trakten runt Crumlin består i huvudsak av gräsmarker.